# کلاهبردار بین‌المللی
کلاهبردار بین‌المللی (به هندی: International Crook) فیلمی محصول سال ۱۹۷۴ و به کارگردانی پاچی است. این فیلم که در ایران با نام قاچاقچیان بین‌المللی نیز شناخته می‌شود، محصول مشترک هند و ایران است و صحنه‌هایی از آن در تهران فیلم‌برداری شده.

## بازیگران و صداپیشگان
| نقش             | بازیگر         | دوبلُر           |
| شیکر/تایگر سینگ | درمندرا        | خسرو شایگان     |
| راجش            | فیروز خان      | منصور غزنوی     |
| سیما            | سایرا بانو     | شهلا ناظریان    |
| کاکا رئیس       | هیرالال        | پرویز ربیعی     |
| رائو            | اوم پراکاش     | پرویز نارنجیها  |
| پدر سیما        | راج مهرا       | نصرت الله حمیدی |
| مادر سیما       | سولوچنا چاترجی | سیمین سرکوب     |
| پینتو           | ریجن هاکسار    | علی محمد اشکبوس |
| دی دی تی        | جگدیپ          | سعید مظفری      |
|                 | فیروز          |                 |
|                 | لی‌لی رضوانی    |                 |
|                 | آذر (رقصنده)   |                 |

## خلاصه داستان
شیکر و راجش دوستان قدیمی و نزدیک هستند که حاضرند بخاطر یکدیگر هر فداکاری انجام دهند.اما یونیفرم پلیس راجش و هویت دوم شیکر بعنوان تایگر سینگ قاچاقچی این دو را رو در روی هم قرار می‌دهد و...